# Chondrillida
Chondrillida is een orde van sponsdieren uit de klasse van de Demospongiae (gewone sponzen).

## Families
- Chondrillidae Gray, 1872
- Halisarcidae Schmidt, 1862